# L'inverno
L'inverno è un film del 2002 diretto da Nina Di Majo.

## Trama
Due artisti innamorati: uno scrittore tormentato e bello e una gallerista eccentrica e nevrotica, Leo e Marta. L'incontro con due nuovi vicini di casa, affascinanti e perversi, Anna e Gustavo, farà scaturire nella coppia una nuova ondata di turbamenti e gelosie. Come in un gioco di specchi, in un amore in quattro, le difficoltà delle due coppie salgono a  galla e i tormenti delle loro esistenze frustrate rendono audace il loro stare insieme.

## Riconoscimenti
- 2002 - Nastro d'argento
  - Nomination Migliore scenografia a Gianni Silvestri
- 2002 - Globo d'oro
  - Miglior attore rivelazione a Fabrizio Gifuni
  - Nomination Miglior attrice a Valeria Golino
  - Premio Internazionale della fotografia : Cesare Accetta.
  - Candidatura: European Award Hollywood Film Festival: L'inverno. Regia Nina di Majo